# Belarussischer Fußballpokal 1992
Der Belarussische Fußballpokal 1992 war die erste Austragung des belarussischen Pokalwettbewerbs der Männer. Das Finale fand am 24. Juni 1992 im Dinamo-Stadion von Minsk statt. Pokalsieger wurde der FK Dinamo Minsk, der sich im Finale gegen Dnjapro Mahiljou durchsetzte.

## Modus
In allen Runden wurden die Begegnungen in einem Spiel ausgetragen. Bei unentschiedenem Ausgang wurde zur Ermittlung des Siegers eine Verlängerung gespielt. Stand danach kein Sieger fest, folgte ein Elfmeterschießen. Die 16 Mannschaften der Wyschejschaja Liga stiegen in der 2. Runde ein.

## Teilnehmende Teams
| Wyschejschaja Liha (16) | Perschaja Liha (16) | Druhaja Liha (16) |
| --- | --- | --- |
| - FK Arbita Lida - FK Dinamo Brest - FK Dinamo Minsk - Dnjapro Mahiljou - Traktor Babrujsk - Homselmasch Homel - FK Chimik Hrodna - Metallurg Maladsetschna - Tarpeda Minsk - FK Schachzjor Salihorsk - BelAZ Schodsina - Stroitel Staryja Darohi - SKB Lokomotiv Wizebsk - Tarpeda Mahiljou - Wedrytsch Retschyza - KIM Wizebsk | - FK Arbita Minsk - Belarus Marjina Horka - Chimwolokno Hrodna - FK Chimik Swetlahorsk - Dinamo-2 Minsk - Kamunalnik Pinsk - FK Kolas Wusze - Lutsch Minsk - FK Njoman Stoubzy - KIM-2 Wizebsk - Niwa Samachwalawitschy - Palesse Masyr - Schinnik Babrujsk - SKIF RShSVM Minsk - Stankostroitel Smarhon - Selmasch Mahiljou | - Albertin Slonim - Ataka-407 Minsk - Berezina Barrysau - Stroitel Bjarosa - Chimik Klezk - FK Dnjapro Rahatschou - Sarja Jasyl - Aresa Ljuban - FK Legmasch Orscha - Drewaaprazoutschyk Masty - Metrostroy Minsk - Smena Minsk - Traktor Minsk - Naftan Nawapolazk - Spartak Schklou - ZLiN Homel |

## 1. Runde
Teilnehmer: Die jeweils 16 Mannschaften der zweit- und dritthöchsten Liga.
| Datum      |                             | Ergebnis              |                                |
| ---------- | --------------------------- | --------------------- | ------------------------------ |
| 06.05.1992 | FK Chimik Swetlahorsk (II)  | 4:1                   | Kamunalnik Pinsk (II)          |
| 06.05.1992 | Stroitel Bjarosa (III)      | 3:4 n. V.             | Albertin Slonim (III)          |
| 06.05.1992 | Schinnik Babrujsk (II)      | 3:0                   | Palesse Masyr (II)             |
| 06.05.1992 | Sarja Jasyl (III)           | 1:1 n. V. (3:1 i. E.) | SKIF RShSVM Minsk (II)         |
| 06.05.1992 | Spartak Schklou (III)       | 0:1                   | Stankostroitel Smarhon (II)    |
| 06.05.1992 | Dinamo-2 Minsk (II)         | 2:1                   | Aresa Ljuban (III)             |
| 06.05.1992 | Chimik Klezk (III)          | 2:3                   | KIM-2 Wizebsk (II)             |
| 06.05.1992 | Smena Minsk (III)           | 5:2                   | Drewaaprazoutschyk Masty (III) |
| 06.05.1992 | FK Dnjapro Rahatschou (III) | 2:2 n. V. (4:3 i. E.) | Metrostroy Minsk (III)         |
| 06.05.1992 | Niwa Samachwalawitschy (II) | 2:0                   | Traktor Minsk (III)            |
| 06.05.1992 | FK Njoman Stoubzy (II)      | 2:6                   | FK Legmasch Orscha (III)       |
| 06.05.1992 | Selmasch Mahiljou (II)      | kampflos              | Berezina Barrysau (III)        |
| 06.05.1992 | FK Kolas Wusze (II)         | kampflos              | Belarus Marjina Horka (II)     |
| 06.05.1992 | FK Arbita Minsk (II)        | 0:2                   | Ataka-407 Minsk (III)          |
| 06.05.1992 | Lutsch Minsk (II)           | 2:1                   | Chimwolokno Hrodna (II)        |
| 06.05.1992 | ZLiN Homel (III)            | 2:1                   | Naftan Nawapolazk (III)        |

## 2. Runde
Teilnehmer waren die 16 Sieger der ersten Runde und die 16 Mannschaften der Wyschejschaja Liha 1992
| Datum      |                             | Ergebnis              |                             |
| ---------- | --------------------------- | --------------------- | --------------------------- |
| 13.05.1992 | FK Dinamo Brest (I)         | 4:1                   | FK Chimik Swetlahorsk (II)  |
| 13.05.1992 | Albertin Slonim (III)       | 0:3                   | Traktor Babrujsk (I)        |
| 13.05.1992 | Homselmasch Homel (I)       | 1:1 n. V. (3:2 i. E.) | Schinnik Babrujsk (II)      |
| 13.05.1992 | Dnjapro Mahiljou (I)        | 4:2                   | Sarja Jasyl (III)           |
| 13.05.1992 | Stankostroitel Smarhon (II) | 0:1                   | KIM Wizebsk (I)             |
| 13.05.1992 | FK Schachzjor Salihorsk (I) | 1:1 n. V. (3:2 i. E.) | Dinamo-2 Minsk (II)         |
| 13.05.1992 | KIM-2 Wizebsk (II)          | 0:1                   | Stroitel Staryja Darohi (I) |
| 13.05.1992 | Metallurg Maladsetschna (I) | 4:0                   | Smena Minsk (III)           |
| 13.05.1992 | FK Dnjapro Rahatschou (III) | 4:0                   | Tarpeda Mahiljou (I)        |
| 13.05.1992 | FK Chimik Hrodna (I)        | kampflos              | Niwa Samachwalawitschy (II) |
| 13.05.1992 | FK Legmasch Orscha (I)      | 1:3                   | Tarpeda Minsk (I)           |
| 13.05.1992 | FK BelAS Schodsina (I)      | 0:1                   | Selmasch Mahiljou (II)      |
| 13.05.1992 | Wedrytsch Retschyza (I)     | 0:1 n. V.             | FK Kolas Wusze (II)         |
| 13.05.1992 | Ataka-407 Minsk (III)       | 1:1 n. V. (2:3 i. E.) | FK Arbita Lida (I)          |
| 13.05.1992 | SKB-Lokomotiv Wizebsk (I)   | 1:2                   | Lutsch Minsk (II)           |
| 13.05.1992 | FK Dinamo Minsk (I)         | 11:00                 | ZLiN Homel (III)            |

## Achtelfinale
Teilnehmer des Achtelfinales waren die 16 Sieger der zweiten Runde.
| Datum      |                             | Ergebnis              |                             |
| ---------- | --------------------------- | --------------------- | --------------------------- |
| 20.05.1992 | Traktor Babrujsk (I)        | 6:2                   | Homselmasch Homel (I)       |
| 20.05.1992 | KIM Wizebsk (I)             | 0:1                   | Dnjapro Mahiljou (I)        |
| 20.05.1992 | Stroitel Staryja Darohi (I) | 0:0 n. V. (4:3 i. E.) | FK Schachzjor Salihorsk (I) |
| 20.05.1992 | FK Dnjapro Rahatschou (III) | 0:1                   | Metallurg Maladsetschna (I) |
| 20.05.1992 | Tarpeda Minsk (I)           | 4:2                   | FK Chimik Hrodna (I)        |
| 20.05.1992 | Selmasch Mahiljou (II)      | 0:1                   | FK Dinamo Brest (I)         |
| 20.05.1992 | Lutsch Minsk (II)           | 1:4                   | FK Kolas Wusze (II)         |
| 20.05.1992 | FK Arbita Lida (I)          | 0:6                   | FK Dinamo Minsk (I)         |

## Viertelfinale
| Datum      |                            | Ergebnis              |                                |
| ---------- | -------------------------- | --------------------- | ------------------------------ |
| 27.05.1992 | Dnjapro Mahiljou (I)       | 5:1 n. V.             | FK Stroitel Staryja Darohi (I) |
| 27.05.1992 | Metalurg Maladsetschna (I) | 4:0                   | FK Kolas Wusze (II)            |
| 27.05.1992 | FK Dinamo Minsk (I)        | 2:1                   | Tarpeda Minsk (I)              |
| 27.05.1992 | FK Dinamo Brest (I)        | 0:0 n. V. (5:3 i. E.) | Traktor Babrujsk (I)           |

## Halbfinale
| Datum      |                      | Ergebnis |                            |
| ---------- | -------------------- | -------- | -------------------------- |
| 03.06.1992 | Dnjapro Mahiljou (I) | 3:2      | FK Dinamo Brest (I)        |
| 03.06.1992 | FK Dinamo Minsk (I)  | 3:2      | Metalurg Maladsetschna (I) |

## Finale
| Paarung          | FK Dinamo Minsk – Dnjapro Mahiljou |
| Ergebnis         | 6:1 (1:0) |
| Datum            | 24. Juni 1992 |
| Stadion          | Dinamo-Stadion, Minsk |
| Zuschauer        | 2.500 |
| Schiedsrichter   | Wadsim Schuk |
| Tore             | 1:0 Waljanzin Bjalkewitsch (45.) 2:0 Jurj Antonowitsch (59.) 3:0 Walery Wjalitschka (63.) 3:1 Michail Smirnou (66., Elfmeter) 4:1 Hjerasimenz (78.) 5:1 Uladsimir Schurawel (81.) 6:1 Uladsimir Schurawel (90.) |
| FK Dinamo Minsk  | Jurij Kurbyka – Henads Lessun, Eryk Jachimowitsch (6. Uladsimir Schurawel), Aleksandr Tajkou, Radsislau Arlouski – Waljanzin Bjalkewitsch, Jewgenj Kaschenzew, Audrius Žuta (23. Pawel Radnjonak), Sjarhej Hjerassimenz – Jurij Antonowitsch (75. Dmitrj Klimowitsch), Walery Wjalitschka Cheftrainer: Michail Wergejenko               |
| Dnjapro Mahiljou | Andrej Ljubtschenko – Uladsimir Holmak, Wjatscheslau Banul (83. Wjatscheslau Ljautschuk), Walerij Solodownikow, Aljaksandr Mashawoj – Wjatscheslau Heraschtschanka, Michail Smirnou (71. Ernest Ternowskj), Sergej Domaschewitsch (46. Oleh Kusmenok), Wiktar Naumow – Andrej Skorabahazka, Aleg Raduschka Cheftrainer: Walery Strelzou |
| Gelbe Karten     | Radsislau Arlouski – Uladsimir Holmak, Michail Smirnou |